# Bamboo Airways
Bamboo Airways er et flyselskab fra Vietnam. Selskabet blev grundlagt i 2017 under navnet Bamboo Airways Company og er i dag ejet af Bamboo Airways Corporation, et medlem af FLC Group. Flyvningen blev indledt i januar 2019 med et leaset Airbus A320 på en rute mellem Ho Chi Minh City og Hanoi.
I 2018 underskrev luftfartsselskabet en aftale med Airbus om 24 Airbus A321neo samt en aftale med Boeing om 20 Boeing 787 Dreamliner.